# Centropogon steyermarkii
Centropogon steyermarkii este o specie de plantă din familia Campanulaceae. Este endemică din Ecuador. Habitatul natural al speciei constă în pădurile montane tropicale sau subtropicale umede.

## Source
- Moreno, P. & Pitman, N. 2003.  Centropogon steyermarkii.   2006 IUCN Red List of Threatened Species.